# Булонь-сюр-Мер (округ)
Булонь-сюр-Мер (фр. Boulogne-sur-Mer) — округ (фр. Arrondissement) во Франции, один из округов в регионе О-де-Франс. Департамент округа — Па-де-Кале. Супрефектура — Булонь-сюр-Мер. Население округа на 2019 год составляло 157 642 человека. Плотность населения составляет 249 чел./км². Площадь округа составляет 633,7 км².

## Состав
Кантоны округа Булонь-сюр-Мер (с 1 января 2017 года):
- Булонь-сюр-Мер-1
- Булонь-сюр-Мер-2
- Девр
- Утро

Кантоны округа Булонь-сюр-Мер (с 22 марта 2015 года по 31 декабря 2016 года):
- Булонь-сюр-Мер-1
- Булонь-сюр-Мер-2
- Девр
- Кале-2 (частично)
- Утро

Кантоны округа Булонь-сюр-Мер (до 22 марта 2015 года):
- Булонь-сюр-Мер-Нор-Уэст
- Булонь-сюр-Мер-Нор-Эст
- Булонь-сюр-Мер-Сюд
- Девр
- Маркиз
- Портель
- Самер
- Утро